# Вирус патолошке доброте
Вирус патолошке доброте  је предстојећи српски хумористички филм из 2026. године у режији и по сценарију Предрага Личине. 
, 

## Радња
Овај филм се бави занимљивом темом, а то је проблем загребачких урбаних Срба на почетку ратова деведесетих. 
Прича почиње 1983. године у Загребу, када никаквих назнака о будућем ратном сукобу нема. У стану професорке српскохрватског (заправо хрватскосрпског) језика ствара се ненандано наг човек, који тврди да је дошао из будућности и да је ту да је спречи да уради извесну ствар због које ће, у његовом времену, свет пропасти. Она му, јасно, не верује, али је он лагано убеђује у истинитост својих тврдњи.
Успут јој објашњава шта ће се све догодити са њом за време рата. Њој све то испрва делује сумануто, коме не би, али ми, је ли, знамо како је све то истина...

## Улоге
| Глумац           | Улога            |
| ---------------- | ---------------- |
| Христина Поповић | Зорка Васиљевић  |
| Никола Ђуричко   | Лука Радивојевић |
| Гордан Кичић     | Зиги Васиљевић   |
| Горан Богдан     | милиционер       |
| Тихана Лазовић   | милиционерка     |